# Bény
Bény är en kommun i departementet Ain i regionen Auvergne-Rhône-Alpes i östra Frankrike. Kommunen ligger  i kantonen Coligny som ligger i arrondissementet Bourg-en-Bresse. Kommunens areal är 18,25 km². År 2022 hade Bény 769 invånare.

## Befolkningsutveckling
Antalet invånare i kommunen Bény
Referens: INSEE